# تومی ادانو
تومی ادانو (انگلیسی: Tomie Edano؛ زادهٔ ) یک بازیکن تنیس روی میز اهل ژاپن است. 
وی در مسابقات کشوری و بین‌المللی در مجموع برنده ۳ مدال طلا، ۵ مدال برنز شده‌است.